# De vogels der goden
De vogels der goden is het tweehonderdeenenveertigste stripverhaal uit de reeks van Suske en Wiske. Het is gemaakt door Paul Geerts
Het is gepubliceerd in De Standaard en Het Nieuwsblad van 16 augustus 1997 tot en met 6 december 1997. De eerste albumuitgave in de Vierkleurenreeks was in mei 1998, met nummer 256. 
Dit verhaal vormt het tweede deel van een tweeluik, waarin De mompelende mummie het eerste was.

## Locaties
- België, luchthaven, Indonesië, Nieuw-Guinea (Irian Jaya), Wamena, Agats, Arufazee, Timika, Siretsj (rivier), Omandesep, Beriten, Senggo, Bali, Den Pasar

## Personages
- Suske, Wiske, tante Sidonia, Lambik, Jerom, professor Barabas, Korowai, dorpelingen Beriten, medewerkers luchthaven, Chinese bende vogelhandelaren, politie

## Het verhaal
Lambik vliegt in een Cessna vanuit Wamena richting Agats. Hij moet echter een noodlanding maken in een rivier. Een makaak helpt hem aan krokodillen te ontsnappen. Lambik komt bij een Chinees schip en ziet paradijsvogels in kooien, de mannen zeggen dat hij stroomopwaarts moet om bij het dorp te komen. 
De vrienden wachten nog steeds op de luchthaven. Dan horen ze dat er een SOS is opgevangen in Senggo. De vliegtuigen zijn echter gesaboteerd door een bende criminele vogelhandelaren. Ze besluiten met boten naar het gebied af te reizen, en professor Barabas belt naar huis. Als Sidonia hoort over Lambiks vermissing, brengt ze Jerom direct naar het vliegveld om richting Indonesië te reizen. De vrienden huren een longboat en gaan via de Arufazee en de Siretsj richting de moerassen in het binnenland. In het dorpje Beriten overnachten de vrienden en Suske kan ’s nachts een slang verslaan. Lambik wordt diep in het oerwoud door een stam blote mannen gevonden. Hij wordt meegenomen naar het dorp, en krijgt hier eten en onderdak in een huis dat wel 20 meter boven de grond staat op boomstammen. De vrienden komen in Beriten ook een blote man tegen. Ze horen van de dorpelingen dat dit een lid van de Korowai is. De Korowai wonen diep in het oerwoud en ze vieren nu feest, omdat een dikke kale blanke opgepeuzeld zal worden.
Suske, Wiske en Jerom gaan met de Korowai-man mee het oerwoud in. Professor Barabas blijft in het dorpje achter en ziet hoe er een paradijsvogel wordt gevangen. Hij wordt neergeschoten door de Chinese bende en valt gewond op de grond. De vrienden kunnen Lambik bevrijden van de koppensnellers en terug in het dorp horen ze dat professor Barabas is meegenomen. Ze volgen de boot en Wiske vermomt zich als paradijsvogel terwijl Suske en Lambik naar de boot zwemmen en de professor verzorgen. Een kasuaris wordt verliefd op de vermomde Wiske en beschermt haar tegen de Chinese vogelhandelaren en verslaat deze boeven. Ze gaan naar de boot en de vogel mag ook daar de Chinezen te grazen nemen. De vrienden vermommen zich en laten een watervliegtuigje in de val lopen, maar dan wordt Wiske door een van de mannen onder schot genomen. De kasuaris verdedigt Wiske opnieuw en Suske waarschuwt de politie. De professor wordt ook door de politie meegenomen, hij zal verzorgd worden in de ziekenboeg van de Brass Mining Company. Na het wereldnieuws gehaald te hebben is er een nieuwe directie gekomen en de professor zal in goede handen zijn. 
De vrienden brengen de boot van de Chinezen terug naar Timika en laten onderweg de paradijsvogels vrij. Ze herenigen met professor Barabas en gaan met een Merpati-vlucht naar Den Pasar op Bali  vanwaaruit ze naar huis terugvliegen.

## Trivia
- De Korowai wonen inderdaad in huizen die 15 tot 20 meter hoog staan en waren koppensnellers.